# Lista de capitais do Brasil por frota total de veículos
Relação das capitais do Brasil por frota total de veículos (motocicletas, reboques, automóveis, caminhões, tratores, ônibus, entre outros) em dezembro de 2023, segundo a Secretaria Nacional de Trânsito – SENATRAN (anteriormente denominado Departamento Nacional de Trânsito – DENATRAN), órgão executivo vinculado ao Ministério da Infraestrutura (MInfra).
| Posição | Localidade     | Unidade federativa  | Frota      |
| ------- | -------------- | ------------------- | ---------- |
| 1       | São Paulo      | São Paulo           | 9 460 584  |
| 2       | Rio de Janeiro | Rio de Janeiro      | 3 134 989  |
| 3       | Belo Horizonte | Minas Gerais        | 2 696 745  |
| 4       | Brasília       | Distrito Federal    | 2 083 081  |
| 5       | Curitiba       | Paraná              | 1 737 730  |
| 6       | Goiânia        | Goiás               | 1 329 583  |
| 7       | Fortaleza      | Ceará               | 1 239 191  |
| 8       | Salvador       | Bahia               | 1 036 885  |
| 9       | Porto Alegre   | Rio Grande do Sul   | 912 157    |
| 10      | Manaus         | Amazonas            | 898 617    |
| 11      | Recife         | Pernambuco          | 736 969    |
| 12      | Campo Grande   | Mato Grosso do Sul  | 685 645    |
| 13      | Teresina       | Piauí               | 569 296    |
| 14      | Belém          | Pará                | 533 014    |
| 15      | Cuiabá         | Mato Grosso         | 490 560    |
| 16      | São Luís       | Maranhão            | 469 262    |
| 17      | João Pessoa    | Paraíba             | 456 413    |
| 18      | Natal          | Rio Grande do Norte | 452 626    |
| 19      | Maceió         | Alagoas             | 408 561    |
| 20      | Florianópolis  | Santa Catarina      | 399 446    |
| 21      | Aracaju        | Sergipe             | 344 628    |
| 22      | Porto Velho    | Rondônia            | 321 997    |
| 23      | Boa Vista      | Roraima             | 238 198    |
| 24      | Palmas         | Tocantins           | 235 901    |
| 25      | Rio Branco     | Acre                | 215 379    |
| 26      | Vitória        | Espírito Santo      | 211 221    |
| 27      | Macapá         | Amapá               | 186 886    |
| TOTAL   | Brasil         | Brasil              | 31 485 564 |